# جامعة تونغجي
جامعة تونغجي(بالإنجليزية: Tongji University)‏ تعد جامعة تونغجي من أقدم الجامعات في الصين حيث تم تأسيسها عام 1907 في شنغهاي ككلية لدراسة الطب تحتل المركز الثالث والخمسين ضمن تصنيف آسيا للجامعات.

## عدد الطلاب
عدد طلاب جامعة تونغجي 36,600طالب من ضمنهم 2,200 طالب من خارج البلاد.

## رؤساء الجامعة
- إريك باولون

## خريجو الجامعة
- وانغ شو